# Aeròdrom Adazi
L'Aeròdrom Adazi (en letó: Ādažu lidlauks) (ICAO: EVAD) és un camp d'aviació a Letònia. Es troba a uns 30 km de l'aeroport Internacional de Riga.
És el primer camp d'aviació a Letònia con certificació, que pot rebre fins a 60 petits avions privats. La gamma de serveis que ofereix inclou la formació de pilots d'ultralleugers, el manteniment i reparació, junt al comerç i lloguer d'avions, així com vols de publicitat.